# Virgilio Pongiluppi
Virgilio Pongiluppi (San Possidonio, 27 ottobre 1911 – Oristano, 24 luglio 1943) è stato un militare e aviatore italiano, particolarmente distintosi nel corso della guerra di Spagna e nella seconda guerra mondiale, decorato con tre medaglie d'argento, una di bronzo e due croci di guerra al valor militare.

## Biografia

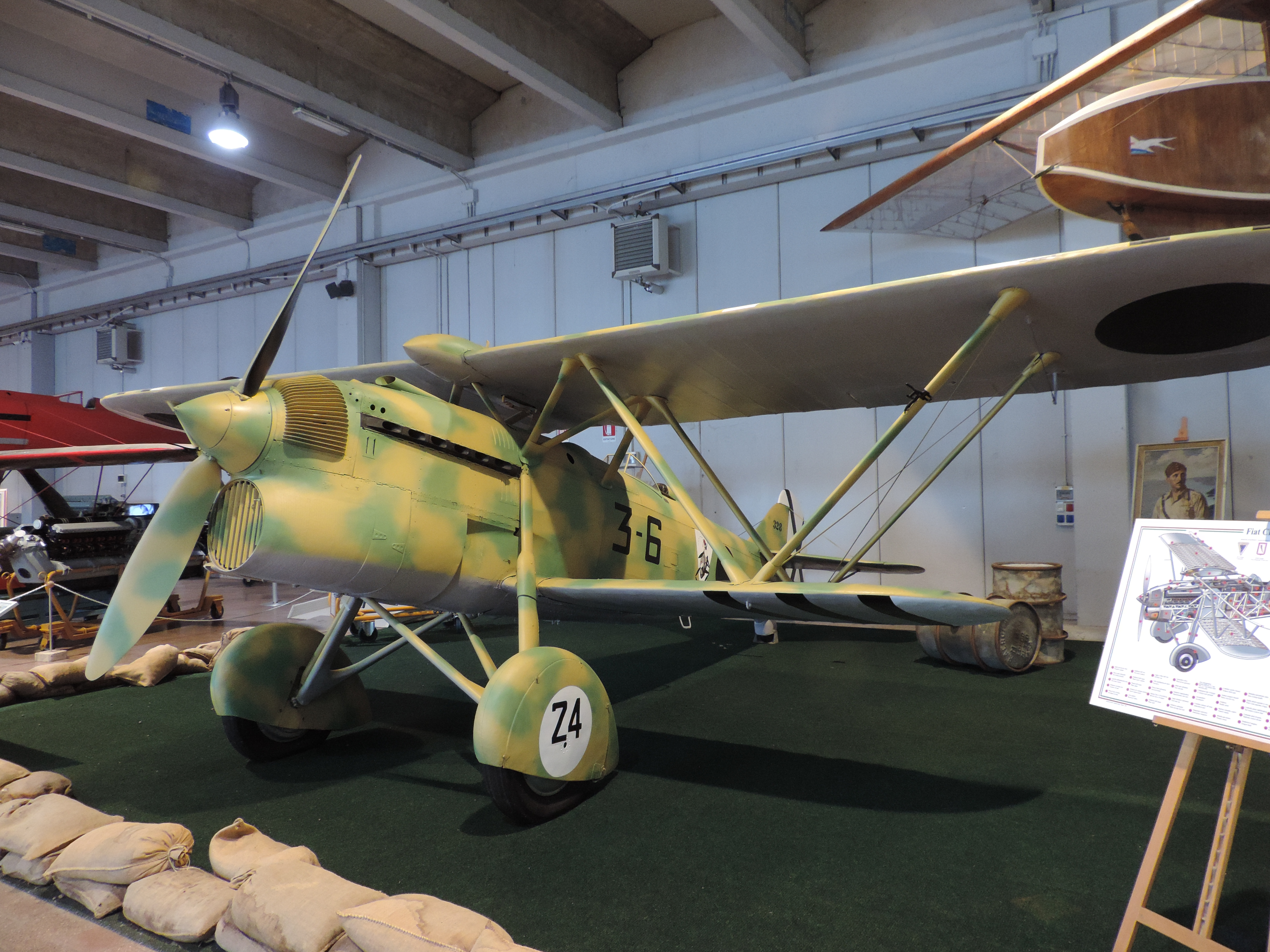
Un esemplare di Fiat C.R.32 esposto al Museo dell'Aeronautica di Vigna di Valle con i colori dell'Aviazione Legionaria.

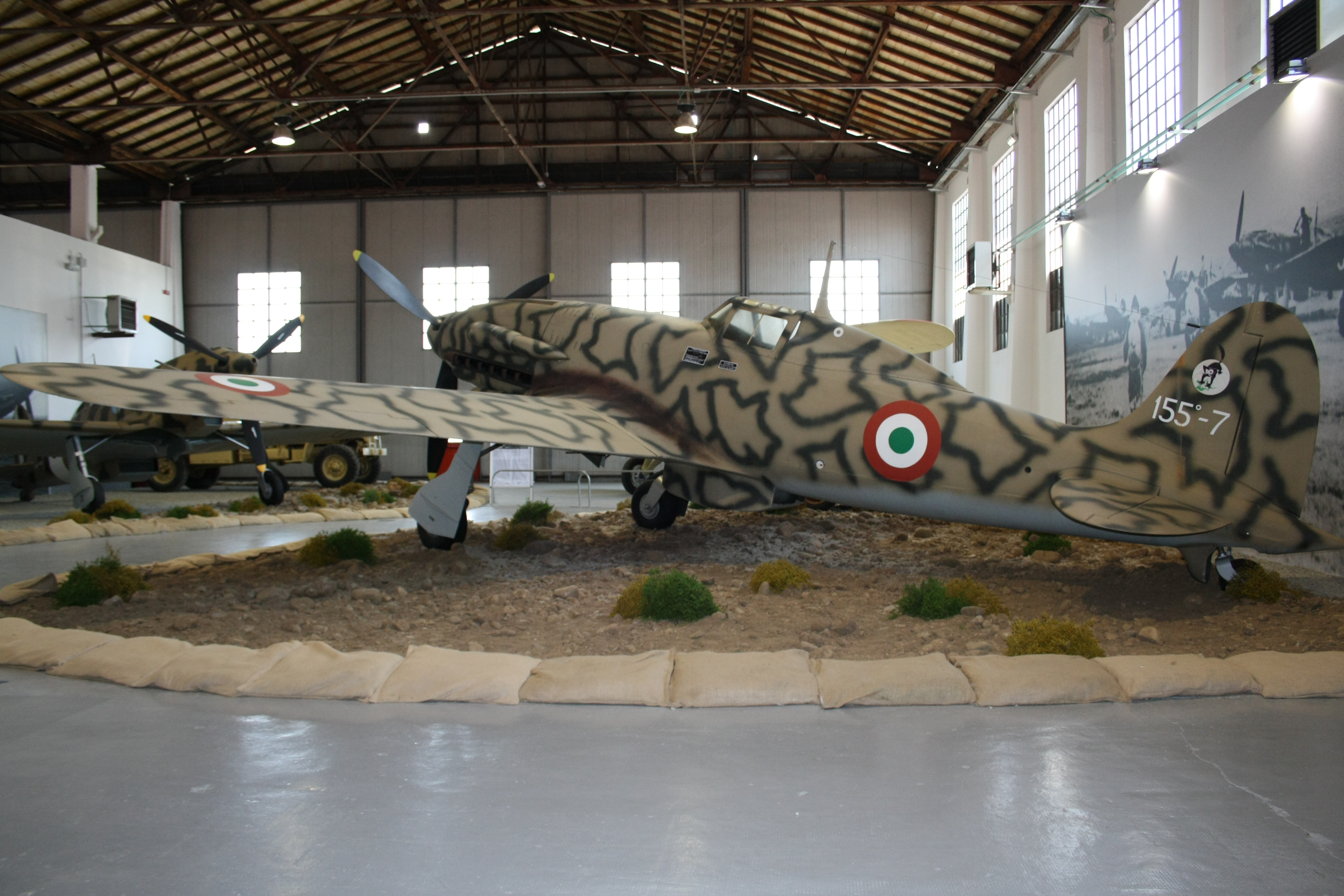
Un esemplare di Aermacchi C.205V Veltro esposto al parco Volandia con le insegne del 155º Gruppo.

Nacque a San Possidonio il 27 ottobre 1911 all'interno di una famiglia di agricoltori. Dopo aver conseguito la licenza ginnasiale, si appassionò al mondo dell'aviazione, e nel dicembre del 1929 decise di arruolarsi volontario nella Regia Aeronautica. Inviato a frequentare la Scuola di volo di Capua, l'11 marzo 1930 conseguì il brevetto di pilota. Dopo aver conseguito anche quello di pilota militare presso la 2ª Squadriglia caccia di stanza a Ghedi, nel dicembre del 1930 fu assegnato, con il grado di sergente pilota, al 1º Stormo Caccia Terrestre di base sull'aeroporto di Campoformido. Posto in congedo illimitato nel settembre 1931, viene richiamato in servizio attivo il 29 marzo 1935, assegnato alla Scuola caccia di Aviano, passando in servizio, il mese successivo, al 2º Stormo Caccia Terrestre di stanza sull'aeroporto di Mirafiori. Assegnato alla 92ª Squadriglia, conseguì l'abilitazione al pilotaggio del caccia Fiat C.R.32. Qualche tempo dopo l'intero 2º stormo è trasferito in Africa Settentrionale Italiana, dapprima su campo d'aviazione di Bengasi, e poi su quello di Mellaha a Tripoli. Nel luglio del 1937 entra nel personale naviganti, e nell'ottobre successivo ritorna in Patria assegnato al 3º Stormo Caccia Terrestre di base a Mirafiori. L'8 maggio 1938 partecipa sull'aeroporto di Furbara alla Operazione H, manifestazione organizzata da Mussolini in onore del cancelliere tedesco Adolf Hitler, in visita in Italia. Il 29 giugno parte volontario per combattere nella guerra di Spagna, assegnato al IV Gruppo Caccia La Cucharacha, dove prese parte a numerosi combattimenti.  Ritorna in Patria nel maggio del 1939, transitando in servizio permanente effettivo per meriti di guerra, e nell'ottobre dello stesso anno entra in servizio presso il 150º Gruppo del 53º Stormo Caccia Terrestre di stanza sull'aeroporto di Caselle Torinese, dotato dei caccia Fiat C.R.42 Falco. Il 29 maggio 1940 sposa la signorina Zoe Pederzoli, che gli diede tre figli, Dante, Giuseppe, e Natalia.
Dopo l'entrata in guerra del Regno d'Italia, avvenuta il 10 giugno dello stesso anno, prende parte alle operazioni sul fronte occidentale in forza alla 364ª Squadriglia operando di scorta ai bombardieri Fiat B.R.20 Cicogna. A partire dall'ottobre successivo partecipa alle operazioni belliche contro la Grecia, distinguendosi nel duro ciclo operativo invernale sull'Epiro. Durante quel ciclo operativo abbatte un caccia Gloster Gladiator del No.80 RAF Squadron su Argirocastro. Compì missioni di scorta ai bombardieri, di ricognizione e di interdizione fino alla fine del mese di maggio del 1941, rientrando quindi in Italia. Viene quindi trasferito come istruttore di volo a doppio comando e acrobazia aerea presso la Scuola caccia di 2° periodo di Castiglione del Lago, e mentre vi prestava servizio si iscrisse alla facoltà di farmacia dell'università di Firenze, sostenendo pure alcuni esami. In seguito fu trasferito come istruttore alla Scuola addestramento Caccia di Foligno. Alla fine del dicembre del 1942 è assegnato in servizio alla 371ª Squadriglia, 155º Gruppo, del 51º Stormo Caccia Terrestre, allora in fase di ricostituzione e riequipaggiamento, dopo un duro ciclo operativo in A.S.I, sull'aeroporto di Ciampino. Conseguì l'abilitazione al pilotaggio del caccia Aermacchi C.202 Folgore, cui segue nella primavera del 1943 quella sul nuovissimo Aermacchi C.205V Veltro. Partecipa alle operazioni di contrasto ai bombardieri Alleati che attaccavano Napoli e Roma, e il 6 maggio, al seguito dell'intero 51º Stormo, allora al comando del colonnello Aldo Remondino, si trasferì in Sardegna. Il 20 luglio, alle 7:05 decollò dall'aeroporto di Monserrato con il suo C.205V, insieme a quello del sergente maggiore Angelo Cerri, par recarsi in aiuto a 4 caccia C.205V della 378ª Squadriglia che stavano contrastando un attacco portato da 40 Curtiss P-40F/L del 352th Fighter Group dell'USAAF. Mentre si trovavano in fase di decollo i due aerei furono improvvisamente attaccati da alcuni P-40 che abbatterono quello del sergente maggiore Cerri, mentre lui riuscì a far quota ed a raggiungere gli altri piloti italiani. Il 22 luglio il centro di rilevamento radar "Jupiter 2" della Luftwaffe di Capo Spartivento intercettò una formazione di 48 Curtiss P-40F/L provenienti a sorpresa da nord, e in arrivo a bassa quota. Remondino fece decollare tutti gli aerei disponibili da Monserrato e Capoterra, in tutto 21 tra C.202 e C.205V appartenenti al 155º e al 20º Gruppo. Quel giorno il 155º Gruppo, allora al comando del maggiore Duilio Fanali, si trovava in piena fase di trasferimento da Monserrato alla più defilata aviosuperficie di Sa Zeppara, nel Medio Campidano, in sostituzione dei caccia Messerschmitt Bf 109 della II./JG.51 che dovevano trasferirsi sull'aeroporto di Treviso-Sant'Angelo. Mentre atterrava a Monserrato con un bimotore da collegamento Caproni Ca.309 Ghibli, il suo velivolo fu attaccato da un P-40F del 352th Fighter Group, ai comandi del 2nd lieutenant Bill Slattery. Il Ca 309 prese fuoco, ed egli effettuò un atterraggio di fortuna, e nel tentativo, per altro inutile, di estrarre gli altri membri dell'equipaggio, riporto gravissime ustioni. Subito ricoverato all'ospedale di Oristano, si spense due giorni dopo.  All'epoca era decorato con tre medaglie d'argento, una di bronzo e due croci di guerra al valor militare. In seguito l'università di Modena gli assegnò, Honoris causa, la laurea in scienze farmaceutiche. Cinque anni dopo la salma venne traslata dalla Sardegna, e seppellita nel cimitero di San Possidonio, dove si trova tuttora.

### Annotazioni
1. ↑  Decedettero sul colpo l'aviere governo Giovannino Battisti e l'aviere scelto motorista Pietro Cervasi, mentre il 23 luglio si spense anche l'aviere governo Giovanni Corvascio.

### Fonti
1. ↑  Viola 2016, p. 4.
2. 1 2 3 4 5 6 7 8  Viola 2016, p. 6.
3. 1 2 3 4 5 6 7 8  Viola 2016, p. 7.
4. 1 2 3 4 5 6 7 8 9 10 11  Viola 2016, p. 8.
5. ↑  Surfcity.
6. 1 2 3 4  Viola 2016, p. 5.
7. ↑  Supplemento 2 al Bollettino Ufficiale 16 giugno 1944, registrato alla Corte dei conti addì 18 dicembre 1944, registro 1 Aeronautica, foglio n.86.